# Sphecosoma sparta
Sphecosoma sparta är en fjärilsart som beskrevs av Druce 1900. Sphecosoma sparta ingår i släktet Sphecosoma och familjen björnspinnare. Inga underarter finns listade i Catalogue of Life.